# 禹元植
禹 元植（ウ・ウォンシク、韓国語: 우원식、1957年9月18日 - ）は、韓国の労働運動家、政治家。国会議員（5期）、第22代国会前期国会議長。
ソウル特別市議会議員（1期）、共に民主党院内代表、民主党最高委員、新政治民主連合最高委員などを歴任した。本貫は丹陽禹氏。キリスト教徒。元義烈団団員で鐘路警察署爆破事件に参加した独立有功者の金翰は外祖父。

## 経歴

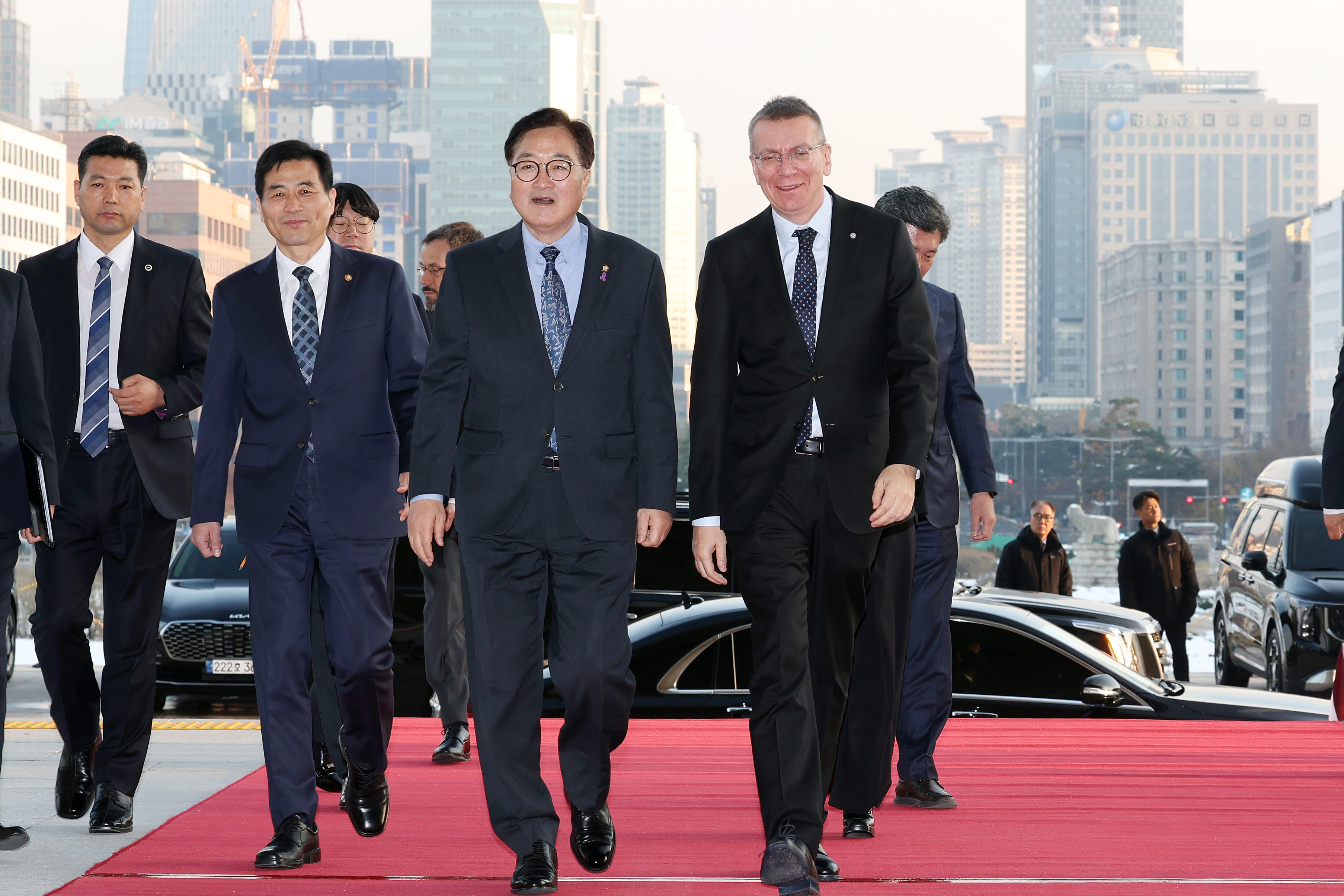
訪韓したラトビアのエドガルス・リンケービッチ大統領（右から1人目）を出迎えた禹元植（右から2人目）（2024年11月29日）

1957年にソウルで生まれた。延世大学校で土木工学の学士学位と環境工学の修士号を取得した。
1981年には独裁色を強める全斗煥政権に対し、抗議運動を展開した。その後、政府に拘束され、3年間の刑務作業を宣告された。
2004年にソウルの蘆原区乙選挙区の共に民主党候補として国会に選出され、国会当選直後に国家保安法の廃止を提出した。法律の永続性を支援するとして、2004年に大法院を非難した。2007年、禹は私立大学の学者が組合を組織することを許可する法案の全会一致の承認を主宰した。2008年1月10日の統合民主党の党首選挙で議長に立候補したが、孫鶴圭に敗れた。2008年の第18代総選挙で議席を失ったが、2012年の第19代総選挙で返り咲いた。議員在職中は国会の環境労働委員会に配属された。議会に復帰した後、2013年に労働紛争を調停し、労働者の権利を保護するために国会労働地位向上委員会を設立し、以後は委員会の委員長を務めた。また、禹は副事務総長など、民主党系政党で多くの要職を務めてき、無派閥であることをメディアは推測した。2015年5月から6月に黄教安首相の任命を審査するために特別公聴会委員会の野党管理者を務めた。
2016年5月の共に民主党院内代表選で禹相虎に敗れたが、2017年5月に禹相虎の後任の院内代表に選出された。
2020年には「民主有功者の礼遇に関する法律案」を代表発議した。保守側から「運動圏セルフ特恵法」と批判されたが、禹は支援の対象が限定的で800人ほどしかなく、国会議員は1人もいないと反論した。
2021年3月には新型コロナウイルス感染症の確診者と接触したため、家で自己隔離しながら4月のソウルの補欠選挙の選挙運動として議員・党員らに1日に300から400通の電話をかけた。
2024年5月に共に民主党内の国会議長候補選に参加し、党首の李在明の意向で候補者が元法務部長官の秋美愛に一本化され、秋が議長に就くと推測されていたが、予想に反して相対的に穏健だと見なされる禹が秋美愛を破って当選した。これに対し、党首席最高委員の鄭清来は党員たちに謝罪した。
同年12月に戒厳令を発令した尹錫悦韓国大統領弾劾訴追を可決させた。韓悳洙国務総理弾劾訴追で、野党側が国務総理の弾劾に必要な151票（在籍議員300人の過半数）で足りると主張したことを禹は支持し、訴追案は賛成192票で可決させた。これらの弾劾訴追での功績により、最も信頼されている政治家として浮上し、世論から56%の支持を得た。

## 人物・主張
- 両親は黄海道延白郡出身で、朝鮮戦争の時に子どもたちと一緒に南側に逃げたが、姉2人は北朝鮮に残っていた。2010年秋夕の離散家族交流行事で韓国にいる母と兄と共に延安郡の国営直売店の支配人を務める一番上の姉と金剛山で再会した[5]。なお、母はセンテナリアンで、2017年時点で101歳となった[20]。

- 2015年の黄教安首相任命審査特別公聴会委員会の野党管理者を務めた時、東亜日報は禹を「強く、鋼のような性格」と表現した。反日キャンペーンを主導したことで有名で、ライバルから「対日タカ派」と評されている。キャンペーンの一つとして、福島第一原子力発電所事故によるALPS処理水の海洋放出を猛烈に抗議し、IAEAによる海洋放出の安全性確認について、認められないと非難した[21]。中国による韓国のTHAAD導入の批判についても、中国が北朝鮮の挑発に積極的に対応していない一方、THAADだけを問題視するのは正しくないと批判した[22]。

- 現在の大統領の任期を5年単任制から4年重任制への改憲論を唱えている[23][24]。

## 疑惑
- 2012年の第19代総選挙当時、禹の補佐官の父親は左派候補の単一化を図るため、同じ選挙区の統合進歩党の予備候補に2千万ウォンを送金すると約束した後、当該候補者は立候補を取りやめたが、送金は履行しなかった。2017年、補佐官の父親は選挙候補者買収の罪名で起訴されたが、選挙関連の6か月の公訴時効が既に過ぎたため、検察側は政治資金法違反として適用罪名を変えた。結局、補佐官の父親は裁判で、「政治活動を阻止するための資金は政治資金に当たらない」として無罪判決を受けた。禹本人は事件発覚当時、買収行為とは何の関係もないと釈明した[4]。

- 禹の妻は2020年10月、蘆原区の市民団体から住民参加予算事業の地方補助金を不正受給したと告発されたが、警察側は調べた後、2021年5月に証拠不十分・容疑なしとして調査を終えた。禹本人も全く事実ではないと疑惑を否認した[25][26]。

## 略歴
- 生年月日：1957年9月18日
- 出生地：ソウル特別市

### 学歴
- 1976年：京東高等学校卒業
- 1997年：延世大学校土木工学科学士
- 2009年：延世大学校工学大学院環境工学修士

### 経歴
- 1978年：延世大学校クリスチャン総学生会会長、朴正煕退陣運動を繰り広げたため強制徴集された。
- 1981年：復学後、全斗煥退陣運動で懲役3年の刑を宣告された[4]。
- 1988年：平和民主党人権委員会民権部局長
- 1989年〜1992年：平和民主統一研究会総務局長
- 1991年：新民主連合党政策委員会委員
- 1992年〜1995年：林采正国会議員補佐官
- 1995年：ソウル蘆原区第4選挙区選出の第4代ソウル特別市議会議員（初選。民選1期、政党は民主党→新政治国民会議）
- 1999年〜2000年：行政自治部第2建国運動本部審議官
- 1999年：新千年民主党結党準備委員
- 2002年〜2003年：環境管理公団管理理事
- 2004年5月〜2008年5月：ソウル蘆原区乙選出の第17代国会議員（初選。政党は開かれたウリ党→大統合民主新党→統合民主党）
- 2004年6月〜2008年5月：国会ソウル均衡発展国会議員会代表
- 2006年6月〜2007年2月：開かれたウリ党第1事務副総長
- 2007年2月〜2007年3月：開かれたウリ党事務総長権限代行
- 2007年12月〜2008年2月：大統合民主新党最高委員
- 2008年：統合民主党政策委員会副議長
- 2009年8月〜2011年8月：建国大学校生命環境科学大学兼任教授
- 2011年10月：朴元淳ソウル市長候補選挙対策本部共同本部長
- 2012年5月〜2016年5月：ソウル蘆原区乙選出の第19代国会議員（再選。政党は民主統合党→民主党→新政治民主連合→共に民主党）
- 2012年5月〜2012年9月：民主統合党院内代弁人
- 2012年6月〜2016年5月：国会脱核エネルギー転換のための国会議員の会責任研究議員
- 2012年9月〜2012年12月：第18代大統領選挙民主統合党文在寅候補選挙対策委員会総務本部長
- 2012年12月〜2013年4月：民主統合党院内首席副代表
- 2013年5月〜2014年2月：民主党最高委員
- 2013年5月〜2014年3月：民主党乙支路委員会委員長
- 2013年6月〜2015年3月：韓半島の自転車に愛を乗せて委員会理事長
- 2014年3月〜2014年7月：新政治民主連合常任最高委員
- 2014年3月〜2015年12月：新政治民主連合乙支路委員会委員長
- 2014年3月〜2018年3月：韓国スカウトソウル北部連盟連盟長
- 2014年11月〜2015年12月：新政治民主連合ソウル特別市党蘆原区乙地域委員会委員長
- 2015年6月〜2015年10月：新政治民主連合革新委員会委員
- 2016年6月〜2020年5月：国会脱核エネルギー転換のための国会議員の集まり共同代表議員
- 2017年5月〜2018年5月：共に民主党院内代表
- 2018年9月〜2020年5月：共に民主党党憲党規綱領政策委員会委員長
- 2018年10月〜2020年5月：共に民主党気候変動対応及びエネルギー転換産業育成特別委員会委員長
- 2018年10月〜2020年5月：共に民主党民生連席会の民生政策教育広報委員長
- 2018年10月〜2020年5月：共に民主党民生連席会のコンビニ最低収益保障分科委員会委員長
- 2020年7月〜2020年12月：共に民主党国家均衡発展行政首都完成推進団団長
- 2020年12月〜2021年7月：共に民主党国家均衡発展特別委員会委員長
- 2015年12月〜2024年5月：共に民主党ソウル特別市党蘆原区乙地域委員会委員長
- 2016年5月〜2020年5月：ソウル蘆原区乙選出の第20代国会議員（3選。政党は共に民主党）
- 2020年5月〜2024年5月：ソウル蘆原区乙選出の第21代国会議員（4選。政党は共に民主党）
- 2020年11月：共に民主党民生連席会首席副議長
- 2020年5月〜2024年5月：国会生命安全フォーラム代表議員
- 2020年5月〜2024年5月：国会気候危機グリーンニューディール研究会代表議員
- 2023年2月〜2024年5月：共に民主党基本社会委員会首席副委員長
- 2024年4月〜2024年6月：共に民主党ソウル特別市党蘆原区甲地域委員会委員長[3]
- 2024年5月〜：ソウル蘆原区甲選出の第22代国会議員（5選。政党は共に民主党）
- 2024年6月〜：国会議長

### 議員歴
- 2004年5月〜2008年5月：第17代国会議員
- 2012年5月〜現在：第19・20・21・22代国会議員